# 박한오
박한오(朴翰浯, 1962년 5월 16일 ~ )는 대한민국의 생명공학 전문 연구인이며, (주)바이오니아의 창업가이자 대표이사이다. 

## 인물
우신고등학교와 서울대학교 화학과를 졸업했고, 1986년 한국과학기술원(KAIST)에서 화학 석사, 1992년 동 대학원에서 화학 박사학위를 받았다. 1986년부터 1992년까지 생명공학연구소 연구원으로 근무했고, 1992년 (주)바이오니아를 창업한 이래 대표이사로 재직중이다. 또한 자회사 (주)써나젠테라퓨틱스와 (주)알엔에이팜 대표이사이다. 2022년 (주)바이오니아 그룹 회장으로 취임했다.
그 외에도 한국바이오협회 부회장(2001년 ~ 현재), 한국공학한림원 회원(2015년 ~ 현재 ), 한국연구산업협회 회장(2023년 ~ 현재) 등으로 활동 중이며, 국가교육과학기술자문회의 자문위원(2011년), 교육과학기술부 미래인재포럼 위원(2011년~2012년), 국가과학기술위원회 전문위원(2011년 ~ 2013년), 국가과학기술자문회의 자문위원(2013년 ~ 2014년), 한국생물공학회 부회장(2015년), 대한화학회 부회장(2015년) 등을 역임했다.

## 출신 학교
- 우신고등학교
- 서울대학교 자연과학대학 화학과 학사(1984년)
- 한국과학기술원(KAIST) 화학과 석사(1986년)
- 한국과학기술원(KAIST) 화학과 박사(1992년)

## 주요 경력
- 1992년 ~ 현재 : (주)바이오니아 대표이사/회장
- 2019년 ~ 현재 : (주)써나젠테라퓨틱스 대표이사
- 2021년 ~ 현재 : (주)알엔에이팜 대표이사
- 1986년 ~ 1992년 : 생명공학연구소 분자세포생물학 연구원
- 2001년 ~ 현재 : 한국바이오협회 부회장
- 2006년 ~ 2010년 : 한국과학기술원 바이오 시스템학과 겸임교수
- 2006년 : 서강대학교 바이오융합기술협동과정 겸임교수
- 2011년 : 국가교육과학기술자문회의 자문위원
- 2011년 ~ 2013년 : 교육과학기술부 미래인재포럼 위원
- 2011년 ~ 현재 : (사)한국화생방방어학회 부회장
- 2011년 ~ 2013년 : 국가과학기술위원회 평가전문위원
- 2012년 ~ 2014년 : 세계경제포럼 생명공학분야 글로벌아젠다 자문위원
- 2013년 ~ 2014년 : 국가과학기술자문회의 자문위원
- 2015년 : 한국생물공학회 부회장
- 2015년 : 대한화학회 부회장
- 2015년 ~ 현재 : 한국공학한림원 회원
- 2018년 : 한국미생물생명공학회 부회장
- 2019년 ~ 2022년 : 한국연구장비산업협회 회장
- 2022년 ~ 2023년 : 한국연구산업협회 수석부회장
- 2022년 ~ 현재 : 한국합성생물학발전협의회 공동위원장
- 2023년 ~ 현재 : 한국연구산업협회 회장
- 2023년 ~ 현재 : 한국체외진단의료기기협회 부회장

## 수상 경력
- 1997년 중소기업대상 창업부문 대상
- 1998년 벤처기업대상 국무총리 표창
- 2000년 중소기업청 신지식인 선정
- 2002년 벤처기업대상 대통령 표창
- 2008년 발명의날 기념 발명유공자 표창
- 2012년 중소기업 지식재산 경영인대회 대상
- 2013년 무역의날 산업발전 유공자 산업통상자원부장관 표창
- 2016년 KAIST 자랑스러운 동문상
- 2019년 산학협력유공자 부총리 겸 교육부장관 표창
- 2020년 보건의료기술 진흥 유공자 보건복지부장관 표창
- 2020년 대전시 경제과학대상 수상 및 바이오산업발전 유공자 대전시장 표창
- 2021년 벤처창업진흥 유공자 금탑산업훈장 수훈
- 2023년 포스코청암상 기술상 수상
- 2025년 아시아화학연맹(Federation of Asian Chemical Societies) 수여하는 FACS Award for Distinguished Contribution to Economic Advancement 수상